# 西陣

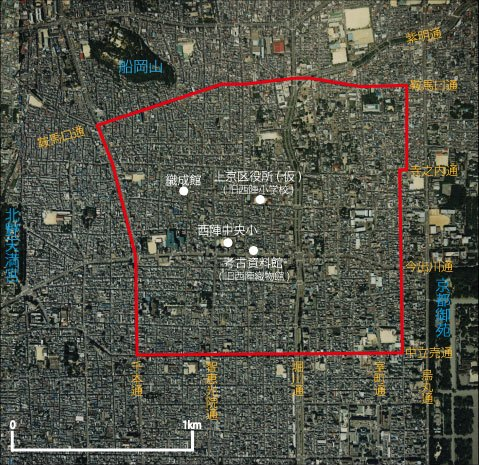
京都市西陣學區的西陣概略圖

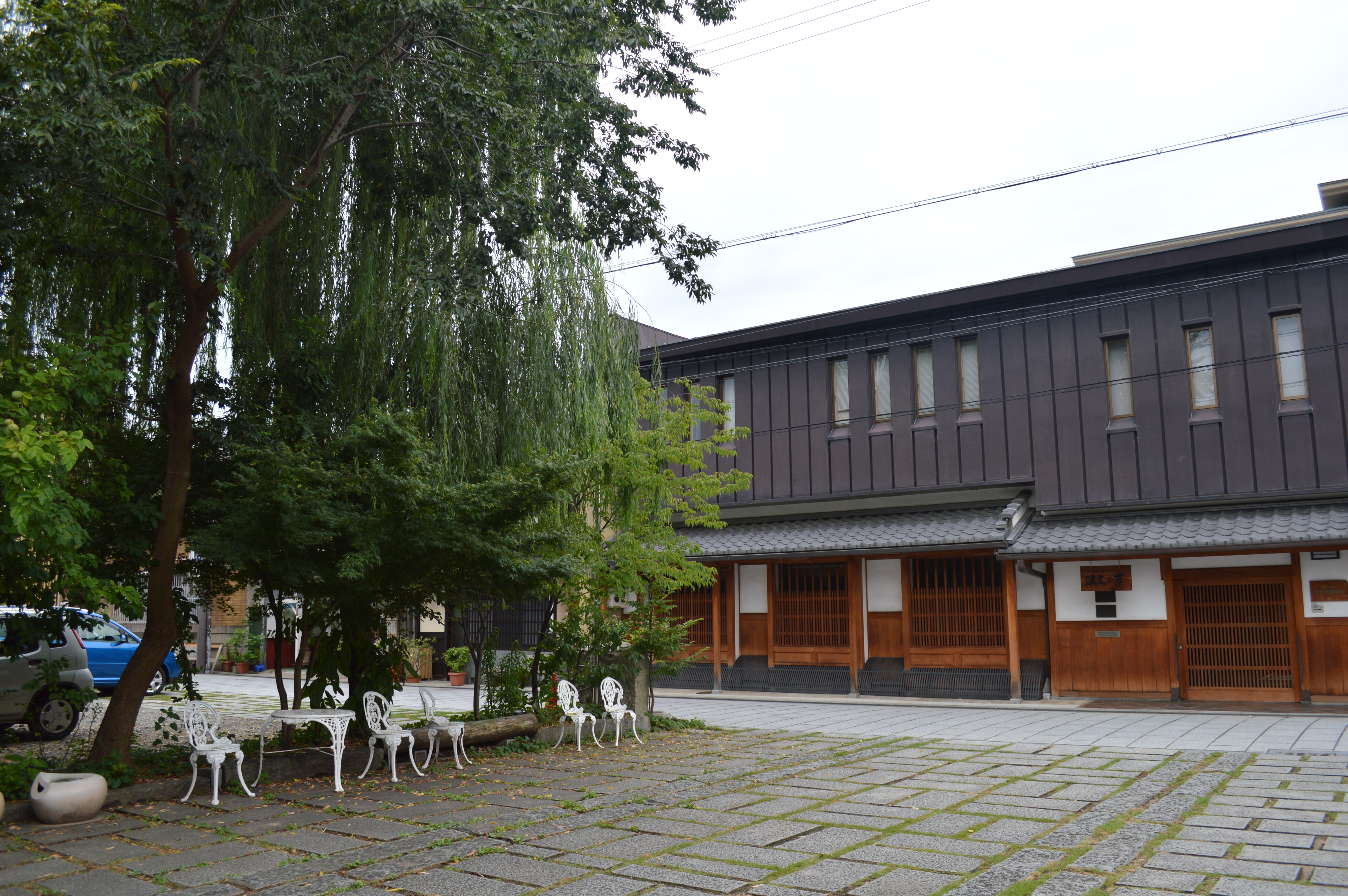
織成館

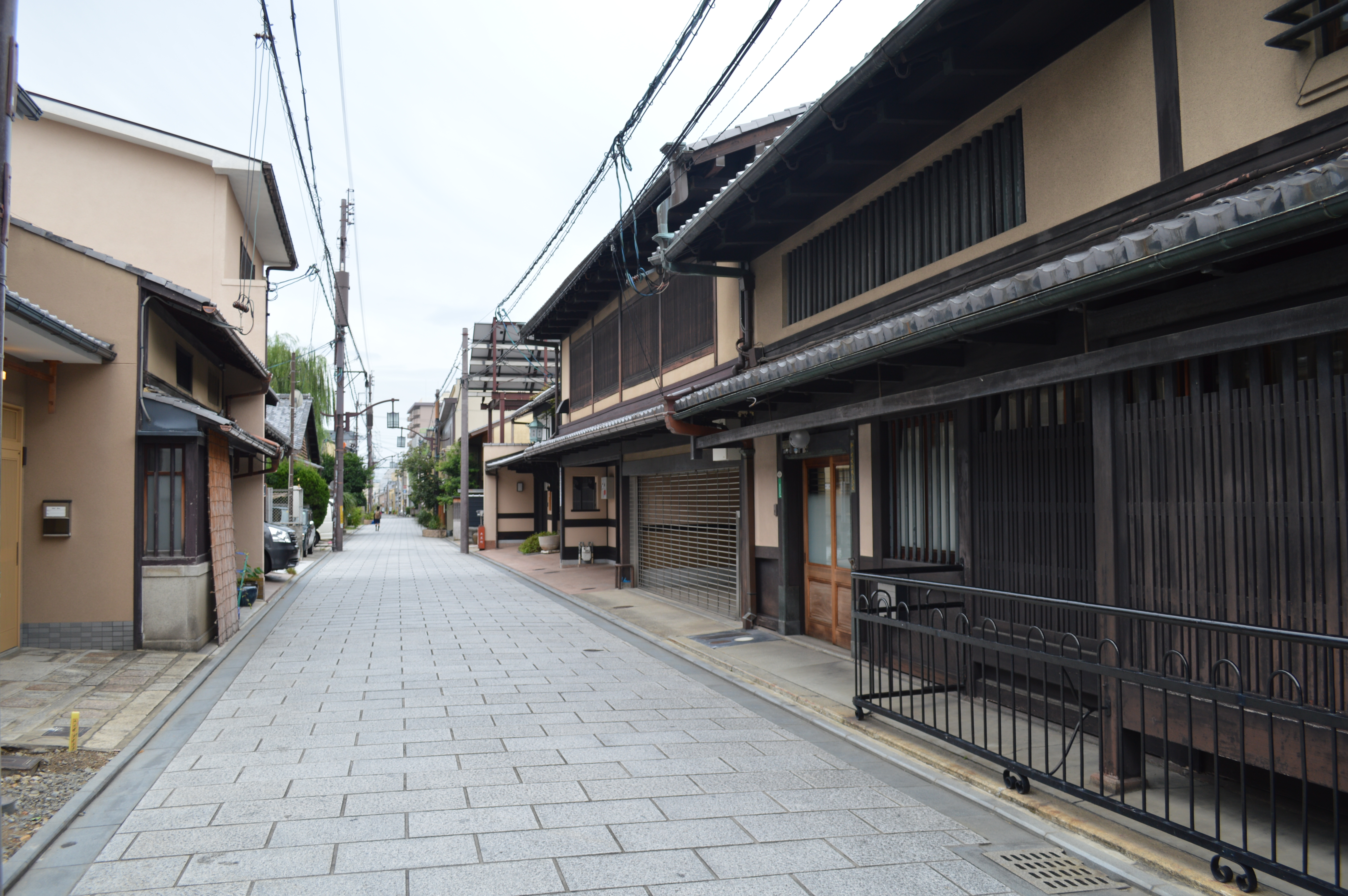
大黑町的石疊通

西陣（にしじん）是京都府京都市上京區和北區的地域名，並無稱作「西陣」的行政區。高級絹織物西陣織的發祥地，紡織産業的集中地。

## 歷史
「西陣」之名源自應仁之亂（1467年～1477年）之際，此地為西軍設置本陣之地而來。應仁之亂後，離散各地的紡織職人回到京都，在西陣之地重新開業。

## 範圍
「西陣」無明確的定義範圍，一般的定義是東至堀川通、西至七本松通、北至鞍馬口通、南至中立賣通之內的區域。
根據享保2年（1717年）的『京都御役所向大概覚書』，西陣的範圍是現在的堀川通・七本松通・北大路通・一條通（或中立賣通）圍成的區域。
根據明治時代制定的京都學區，西陣學區的大概範圍是西至淨福寺通、南至五辻通、東至堀川通、北至寺之內通。
西陣織業者所在的區域大概是南至丸太町通、北至上賀茂、東至烏丸通、西至西大路通。

## 關連項目
- 船岡山城

## 脚注
1. ↑  本多 (2009)、4頁
2. 1 2  世界的に有名な高級絹織物「西陣織」発祥の地，西陣学区 （页面存档备份，存于）京都市上京區
3. ↑  西陣の由来 的存檔，存档日期2015-08-28.西陣Web
4. ↑  本多 (2012)、5頁

## 外部連結
- 西陣学区 （页面存档备份，存于）
- 西陣Web （页面存档备份，存于）